# Motorola Dragonball

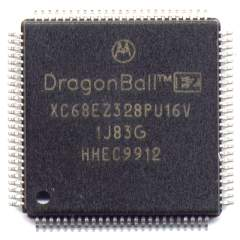
Motorola DragonBall EZ

Motorola Dragonball (lub MC68328) – mikroprocesor zaprojektowany w 1995 przez Motorolę w Hongkongu na bazie rdzenia procesora M68000, jako energooszczędne rozwiązanie do zastosowań w palmtopach.
Dragonball był używany we wczesnych wersjach palmtopów firmy Palm; jednak od Palm OS w wersji 5 został zastąpiony przez procesory Texas Instruments i Intel oparte na architekturze ARM. Procesor został też użyty w serii przenośnych procesorów tekstu firmy AlphaSmart.
Procesor taktowany zegarem 16,58 MHz, może wykonywać do 2,7 MIPS dla podstawowego modelu 68328 i wersji DragonBall EZ (MC68EZ328). W wersji DragonBall VZ (MC68VZ328) taktowanie zwiększono do 33 MHz (5,4 MIPS), a dla wersji DragonBall Super VZ (MC68SZ328) do 66 MHz (10,8 MIPS).
Jest to 16-bitowy procesor z 32-bitową szyną adresową (24-bitową zewnętrzną szyną adresową dla wariantów EZ i VZ). Ma wiele wbudowanych funkcji, jak na przykład obsługa kolorowych i monochromatycznych wyświetlaczy (także dotykowych), dźwięku PC speakera, portu szeregowego z obsługą UART, portu IrDA, zegar czasu rzeczywistego, ma możliwość bezpośredniego dostępu do DRAM, pamięci flash, mask ROM-u.
Nowsza seria mikrokontrolerów DragonBall MX, później nazwana Freescale i.MX (MC9328MX/MCIMX), jest przeznaczona dla podobnych zastosowań co wcześniejsze urządzenia Dragonball, ale jest procesorem opartym na rdzeniu ARM9 lub ARM11 zamiast rdzenia 68000.